# Zwanzig Tage mit Julian und Little Bunny
Zwanzig Tage mit Julian und Little Bunny, im englischen Original Twenty Days with Julian & Little Bunny by Papa, ist der Titel eines Werkes des amerikanischen Schriftstellers Nathaniel Hawthorne.
Es handelt sich dabei um eine längere Passage in seinem privaten, also nicht zur Veröffentlichung vorgesehenen Notiz- bzw. Tagebuch. Hawthorne schildert darin einige Wochen im Sommer des Jahres 1851, die er ohne Frau und Töchter, aber gemeinsam mit seinem fünfjährigen Sohn Julian und dessen Spielkaninchen „Little Bunny“ verbrachte. Das Werk erschien 1904 erstmals als Einzeldruck, war seither aber allenfalls Spezialisten bekannt. 2003 legte sie der Verlag der New York Review of Books erneut auf, versehen mit einer ausführlichen Einleitung von Paul Auster, und machte das Werk so einer breiteren Öffentlichkeit bekannt. Eine deutsche Übersetzung von Alexander Pechmann erschien 2011 im Verlag Jung und Jung.

## Ausgaben
- Nathaniel Hawthorne: Twenty Days with Julian and Little Bunny: A Diary. The De Vinne Press, New York 1904.
- Nathaniel Hawthorne: Twenty Days with Julian & Little Bunny by Papa. The New York Review of Books, 2003, ISBN 1-59017-042-3.
- Nathaniel Hawthorne: Zwanzig Tage mit Julian und Little Bunny. Deutsch von Alexander Pechmann. Jung und Jung, Salzburg/ Wien 2011, ISBN 978-3-902497-84-0.

## Rezensionen

### Amerikanische Ausgabe
- Mel Gussow: Rosy Days of Fatherhood, Far From 'The Scarlet Letter'. In: The New York Times. 11. August 2003.
- Brenda Wineapple: A Loving Father's Fleeting Joy. In: Los Angeles Times. 27. Juli 2003.

### Deutsche Ausgabe
- Werner von Koppenfels: Paradiesäpfel aus Neuengland. In: Frankfurter Allgemeine Zeitung. 27. Mai 2011.
- Sigrid Löffler: Heiteres Bild von Vater und Sohn. Transkript eines Beitrags auf Deutschlandradio Kultur, 20. Juli 2011.
- (ohne Namen): Einblicke ins unbekannte Privatleben. Transkript eines Beitrags des  Deutschlandfunk Büchermarkts, 1. Juni 2012.